# محمد صادق الخليلي
محمد صادق الخليلي (1900-1967) طبيب عراقي في القرن 20 م.  ولد في النجف. تعلم القرآن وشيئًا من العربية ثم التحق بالمدرسة العلوية حيث أكمل دراسته الابتدائية وحصل على الشهادة الإعدادية إضافة إلى تلقيه علوم المنطق والبلاغة ومعالم الأصول وشيئًا من القوانين والفقه. عمل مدرسًا لعلوم النحو والصرف والهندسة والحساب وحفظ الصحة في المدرسة العلوية، ثم لازم عيادة والده. رحل إلى بغداد ولازم عبد الرحمن المفيد، وعمل خلالها مضمّدًا، ثم عاد إلى النجف حيث لازم والده وعمه الطبيب مدة عامين فتح بعدها عيادة خاصة به في مدينة النجف، وبقي فيها يزاول مهنة الطب تحت مراقبة الأطباء الرسميين. اشتهر بكتابه معجم أدباء الأطباء ومن كتبه الطب في القرآن وله ديوان شعر. توفي في مسقط رأسه ودفن في وادي السلام. 

## سيرته
ولد محمد بن صادق بن باقر بن خليل الخليلي النجفي في النجف سنة 1318 هـ/ 1900 م ونشأ في كنف والده المتوفي سنة 1342 هـ. كان من أسرة علمية نبغ فيها مراجع دينيون، كما نبغ فيها أطباء يتعاطون الطبابة على الطريقة القديمة وكان نفسه طبيبا على هذه الطريقة. دخل المدرسة العلوية ثم تركها وقرأ مقدماته على أخيه الشيخ خليل وغيره من الفضلاء. أتم دروسه في العلم والأدب واتجه إلى الطب فحضر به على والده ووثوق الحكماء التبريزي ومسيح الأطباء وغيرهم ثم غادر إلى بغداد ولازم عبد الرحمن المفيد. عاد إلى النجف ولازم والده وعمه محمود وزاول الطب في الكوفة ردحاً من الزمن وفيها فتح عيادة خاصة في بيت كانت مرجعا للكثير من المرضى تحت مراقبة الأطباء الرسميين. كان أحد مؤسسي جمعية الرابطة الأدبية في النجف وجعل بيته منتدی أديباً يجتمع عنده رجال الأدب والتاريخ كل يوم. نشر مقالاته وقصائده في الصحف العراقية وله يد في نظم التاريخ، وكان مثلاً في كتابة الشعر. وله ديوان شعر. توفي سنة 1968 م/ 1388 هـ ودفن في وادي السلام. 

## مؤلفاته
- معجم أدباء الأطباء، 1946.
- شرح توحيد المفضل
- طب الإمام الرضا
- الطب في القرآن
- المغريات العشر
- المطهرات في الإسلام
- طب الإمام الصادق
- القرآن ومكارم الأخلاق
- القرآن والطب الحديث
- ديوان شعر
- الشافية، ارجوزة في الطب، مخطوط.
- دليل الطبيب، مخطوط.
- الإنسان والمدنية، مخطوط.